# Clelia equatoriana
Clelia equatoriana es una especie de serpiente de la familia de los colúbridos nativa de América del Sur y Central.

## Descripción
Es muy similar a Clelia clelia, sin embargo se diferencia de esta por la presencia de 17 filas de escamas dorsales en la parte media del cuerpo frente, en contraste con las 19 filas presentes en C. clelia.

## Distribución geográfica
Se encuentra en el noroeste de Ecuador, este de Costa Rica, este de Panamá, Colombia (Caldas, Valle del Cauca, etc.) y norte de Perú (Piura). Por otra parte, su presencia en Costa Rica es considerada como "probable" por la Unión Internacional para la Conservación de la Naturaleza.

## Taxonomía
Fue descrita en 1924 por el herpetólogo brasileño Afrânio Pompílio Gastos do Amaral bajo el nombre de Barbourina equatoriana, en base a un único ejemplar recolectado en Guayaquil (Ecuador).